# Anglo-nederländska fördraget 1824
 Anglo-nederländska fördraget 1824 eller Fördraget i London (engelska: Anglo-Dutch Treaty of 1824, nederländska: Verdrag van Londen van 1824) undertecknades den 17 mars 1824, mellan Nederländerna och Storbritannien, med avsikten att lösa de tvister som uppstått vid Anglo-nederländska fördraget 1814.
Fördraget undertecknades av Hendrik Fagel och Anton Reinhard Falck för Nederländernas räkning,  och av George Canning och Charles Watkin Williams Wynn för britternas räkning.
Fördraget definierade Nederländernas och Storbritanniens intresseområden. Britternas intressen fanns på Malackahalvön, och Nederländernas i Ostindiska öarna, och förhindrade krig mellan Nederländerna och Storbritannien.

### Fotnoter
1. ↑  Per Johansson. ”Acehs vara eller inte vara–”. Lunds universitet. http://lup.lub.lu.se/luur/download?func=downloadFile&recordOId=1366623&fileOId=1366624. Läst 18 maj 2014.